# セシボン
『セシボン』（原題：쎄시봉）は、2015年公開の韓国映画。1970年代に韓国音楽界にフォークソングブームを巻き起こしたチョ・ヨンナム、ユン・ヒョンジュ、ソン・チャンシク、イ・チャンヒなどを輩出した実在の音楽喫茶「セシボン」を舞台にした、一人の女性をめぐる恋愛と友情の物語。

## ストーリー
1970年代の韓国、若者の街モギョ洞にある音楽喫茶「セシボン」では腕に自信のある若者たちが自らの歌声を競い合っていた。ユン・ヒョンジュ（カン・ハヌル）とソン・チャンシク（チョ・ボンネ）の才能を見出したプロデューサーのイ・チャンヒ（チン・グ）は2人をデビューさせようとするが、ヒョンジュとチャンシクはライバル意識が強すぎたため、釜山出身で重低音が魅力のオ・グンテ（チョンウ）を加えた「トリオ・セシボン」として売り出すことに決める。
ギターのコードも押さえられないグンテだったが、セシボンのミューズである若手女優ミン・ジャヨン（ハン・ヒョジュ）に一目惚れしたことをきっかけに、歌手としての道を邁進することを決意。3人の個性がぶつかり合って生まれたトリオ・セシボンのハーモニーが熱狂的な人気を呼び始める一方で、グンテは次第にジャヨンとの距離を縮めていく。
そんな中、トリオのラジオ出演が決定し3人のメジャーデビューが近づくが、収録前にグンテとジャヨンが破局。ラジオ出演当日、ついにグンテは姿を見せず、急遽ヒョンジュとチャンシクのデュオ「ツイン・フォリオ」として歌を披露する。ツイン・フォリオの人気は瞬く間に爆発し、ジャヨンも女優として日の目を見始めるが、検察当局内でセシボン周辺のある行為を一斉検挙しようとする動きが強くなる。

## キャスト
- オ・グンテ：チョンウ
- ミン・ジャヨン：ハン・ヒョジュ
- ユン・ヒョンジュ ：カン・ハヌル
- ソン・チャンシク：チョ・ボンネ
- イ・チャンヒ：チン・グ
- キム社長：クォン・ヘヒョ
- 女性作家：イ・サンヒ
- 現在のグンテ：キム・ユンソク
- 現在のジャヨン：キム・ヒエ
- 現在のチャンヒ：チャン・ヒョンソン

## 音楽喫茶「セシボン」
音楽喫茶「セシボン」は1970年代のフォークソングブームを演出した実在する音楽喫茶であり、
チョ・ヨンナム、ユン・ヒョンジュ、ソン・チャンシク、イ・チャンヒなど作中に登場する人物も実在する人物である。作中では「トリオ・セシボン」の一員であるユン・ヒョンジュとソン・チャンシクは「ツイン・フォリオ」として後にデビューした。セシボンのプロデューサーであったイ・チャンヒは歌手デビュー後大麻使用の疑いで拘束された後にアメリカへ進出し、ロサンゼルスで在米韓国人向けのラジオ局「ラジオ・コリア」を設立した。